# Mort de Rayshard Brooks

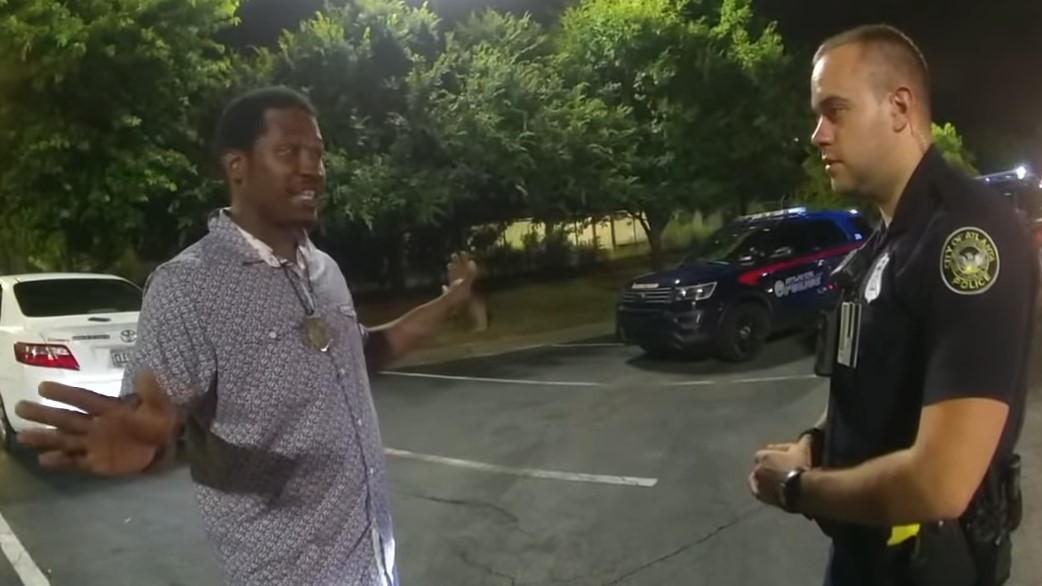
Rayshard Brooks (à gauche) et l'officier de police Garrett Rolfe le 12 juin, 2020 à Atlanta.

Rayshard Brooks est un Afro-Américain de 27 ans, abattu dans la nuit du 12 juin 2020 par un agent du département de police d'Atlanta, Garrett Rolfe, à la suite d'une plainte reçue à son sujet — il s'était endormi dans une voiture bloquant l'accès d'un drive Wendy's,,. 
Après avoir été invité à déplacer la voiture dans un espace de stationnement, Brooks a été soumis à un alcootest qui a révélé qu'il dépassait la limite légale d'alcoolémie pour conduire. Les images de vidéosurveillance et des caméras piétons portées par les policiers montrent que les deux agents ont commencé à menotter Brooks lorsque celui-ci s'est débattu puis a porté plusieurs coups de poing aux policiers. Brooks a arraché le Taser d'un des agents, il s'est enfui et Rolfe l'a suivi. Brooks s'est ensuite retourné en courant et a tiré avec le Taser dans la direction de Rolfe. Rolfe a tiré trois fois sur Brooks avec son arme, le touchant deux fois dans le dos. Les deux policiers se sont tenus au-dessus de lui, puis ont commencé une assistance médicale après deux minutes.
La vidéo de l'incident a été largement diffusée et visionnée sur Internet. La cheffe de la police d'Atlanta, Erika Shields, a démissionné le lendemain, disant qu'elle voulait aider à rétablir la confiance de la communauté,,. Le Wendy's a ensuite été incendié par des manifestants. Le 15 juin, le maire Keisha Lance Bottoms a ordonné au département de police d'Atlanta de revoir ses politiques d'usage de la force. 
Le 17 juin, Rolfe a été inculpé d'homicide concomitant d'une infraction majeure et de dix autres chefs d'accusation.

## Contexte
- Rayshard Brooks était un Afro-Américain de 27 ans résidant à Atlanta. Il était marié depuis huit ans et avait trois filles et un beau-fils[12],[13]. En février 2020, il avait donné une interview où il discutait de son expérience d'incarcération, de ses difficultés de réinsertion, de ses problèmes pour trouver du travail ainsi que de ses difficultés financières[14]. Il a déclaré avoir plaidé coupable à des accusations de séquestration et de fraude par carte de crédit et avoir été condamné à un an de prison[15]. Une condamnation pour conduite en état d'ivresse serait un motif de révocation de la mise à l'épreuve et de retour en prison pour Brooks[16],[17].

- Garrett Rolfe était policier au département de police d'Atlanta depuis 2013[18] à la suite de l'obtention d'un bachelor en justice pénale de la Georgia State University[19]. Rolfe avait précédemment reçu une lettre de réprimande du département de police pour avoir braqué son arme sur une voiture en fuite dans une poursuite en voiture à grande vitesse en septembre 2016. Celle-ci avait entraîné l'arrestation d'un agent, des mesures disciplinaires administratives contre plusieurs autres, et la retraite d'un sergent avant la fin de l'enquête.  Le bureau des normes professionnelles du département a constaté que la conduite de la police dans la poursuite d'un suspect de 15 ans, qui était noir, violait les règles du département de police.  Les enquêteurs ont conclu que la police (ainsi que le suspect) se livraient à une «conduite erratique et dangereuse criblée de graves infractions routières». Celles-ci présentaient un risque pour le public qui surpassait largement tout avantage à récupérer un véhicule volé. Les inspecteurs ont aussi conclu que l'incident avait abouti à un usage de la force  "manifestement déraisonnable et inutile compte tenu des actions et des mouvements des suspects impliqués une fois que le véhicule a été arrêté et qu'ils se soient rendus".  Le 9 janvier 2020, Rolfe s'est entraîné à l'utilisation de la force létale à l'académie de police du comté de DeKalb. Le 24 avril 2020, Rolfe a suivi un cours de neuf heures sur les options de désescalade[20].

- Devin Brosnan, l'autre agent répondant, était au département de police d'Atlanta depuis 2018[21].